# 范荣康
范荣康（1930年—2001年4月25日），原名梁达，江苏南通人。中华人民共和国政治人物。

## 简历
1946年6月加入中国共产党。
1948年毕业于上海民治新闻专科学校，次年入华中新闻专科学校学习。
第二次国共内战时期，曾就职于上海青年文艺联合会会刊、上海联合晚报、上海学生联合会《学生报》，作编辑和记者。后任上海军管会文管会联络组组员，西南服务团宣传干事。
1949年后曾任重庆《新华日报》记者、工业组组长。
1952年12月到人民日报社工作，历任《人民日报》记者、编辑、评论部主任、副总编辑。
中国社会科学院研究生院兼职教授，著有《新闻评论学》。
第六、七届全国政协委员。
2001年4月25日在北京逝世，享年71岁。

## 家庭
妻：谌容（作家）
子：梁左（作家）、梁天（演员）
女：梁欢（编剧）
婿：英达（演员、编剧、导演）